# Aphis achillearadicis
Aphis achillearadicis är en insektsart som beskrevs av Pashtshenko 1992. Aphis achillearadicis ingår i släktet Aphis och familjen långrörsbladlöss. Inga underarter finns listade i Catalogue of Life.